# 조수빈
조수빈(趙修彬, 1981년 3월 28일 ~ )은 대한민국의 아나운서다.

## 학력
- 명덕외국어고등학교 영어학과 졸업
- 서울대학교 언어학과 졸업
- 창원대학교 언어체육스포츠 재학 중 2022년 3월 2일 ~ (입사)

## 경력
- 2005년 10월 ~ 2019년: KBS 아나운서실 아나운서
- 국민건강보험공단 홍보대사
- 2011년 12월 공명선거 홍보대사
- 한국언론인연합회 홍보자문위원
- 2023년 4월 ~ 2023년 9월: 국민통합위원회 국민통합과 미디어특별위원회 1소위 위원
- 2023년 5월 ~ : 백선엽장군기념사업회 이사

## 방송

### TV

#### KBS 재직 시절
| 연도      | 방송사 | 제목                 | 담당      | 진행기간                           | 비고 |
| 2005      | KBS1   | 아침마당             | 출연      | 2005년 3월 3일                     | 해피타임 편 출연 - 공채 31기 아나운서 새내기                                                                                       |
| 2006~2007 | KBS1   | 남북의 창            | 진행      | 2006년 4월 2일 ~ 2007년 10월 29일  | |
| 2007      | KBS2   | 1 대 100             | 참가자    | 2007년 5월 22회 4회- 1인 도전자    | [ 1 ] |
| 2007      | KBS2   | 스타 골든벨          | 참가자    | 2007년 6월 2일                     | 135회, 29대 등극 |
| 2007~2008 | KBS2   | KBS 8 뉴스타임       | 진행      | 2007년 11월 5일 ~ 2008년 3월 28일  | |
| 2008      | KBS2   | KBS 6 뉴스타임       | 진행      | 2008년 3월 31일 ~ 2008년 11월 14일 | |
| 2008      | KBS2   | 영화가 좋다          | 진행      | 2008년 3월 8일 ~ 2008년 11월 15일  | |
| 2008~2012 | KBS1   | KBS 뉴스 9           | 진행      | 2008년 11월 17일 ~ 2012년 7월 13일 | , 평일 |
| 2017      | KBS1   | KBS 뉴스 9           | 임시 진행 | 2017년 2월 13일 ~ 2017년 2월 17일  | 평일 임시진행 |
| 2017      | KBS1   | KBS 뉴스 9           | 임시 진행 | 2017년 7월 17일 ~ 2017년 7월 21일  | 평일 임시 연속 진행 |
| 2009~2010 | KBS1   | KBS 뉴스 9           | 임시 진행 | 2009년 10월 3일 ~ 2009년 10월 4일< | ref>김윤지 아나운서의 휴가 또는 출장으로 인하여 2009년 10월 3일 ~ 2009년 10월 4일, 2010년 2월 6일 방송분을 진행하였다.</ref>, 주말 |
| 2010      | KBS1   | KBS 뉴스 9           | 임시 진행 | 2010년 2월 6일                     | 주말 |
| 2009~2010 | KBS1   | TV 미술관            | 진행      |                                    | |
| 2010      | KBS2   | 다큐멘터리 3일       | 출연      |                                    | 164회 세상을 여는 목소리 - KBS 아나운서 3일                                                                                        |
| 2012      | KBS2   | 체험 삶의 현장       | 출연      | 1월 7일                            | KBS 뉴스 9 평일 앵커 민경욱 前 기자과 같이 출연함                                                                                  |
| 2013~2014 | KBS1   | KBS 뉴스토크         | 진행      | 2013년 10월 21일 ~ 2014년 8월 29일 | |
| 2013      | KBS1   | 글로벌 정보쇼 세계인 | 진행      | 2015년 3월 14일 ~ 2016년 3월 26일  | |
| 2014      | KBS1   | KBS 3시 뉴스         | 진행      | 2014년 9월 1일 ~ 2014년 12월 31일  | |
| 2015      | KBS1   | KBS 930 뉴스         | 진행      | 2015년 1월 1일 ~ 2015년 6월 26일   | 평일, 舊 930 뉴스 진행 당시 |
| 2015      | KBS1   | 우리말 겨루기        | 임시 진행 | 2015년 4월 12일 ~ 2015년 8월 31일  | [ 4 ] |
| 2017      | KBS1   | 똑똑한 소비자 리포트 | 진행      | 2017년 2월 3일 ~ 2017년 5월 12일   | |
| 2017      | KBS2   | KBS 경제타임         | 진행      | 2017년 4월 3일 ~ 2017년 8월 24일   | |
| 2018      | KBS1   | 문화의 향기          | 진행      | 2018년 3월 7일 ~ 2018년 5월 30일   | |
| 2018      | KBS1   | KBS 뉴스 12          | 진행취소  | 2018년 4월 23일                    | 새 여자앵커 진행취소 |
| 2017~2018 | KBS1   | 101세의 프러포즈     | 임시 진행 | 2017년 12월 31일 ~ 2018년 1월 14일 | |
| 2018~2019 | KBS1   | 동행                 | 내레이션  |                                    | |
| 2018      | KBS1   | 나눔의 행복, 기부    | 진행      |                                    | |
| 2018~2019 | KBS2   | 그녀들의 여유만만    | 진행      | 2018년 7월 16일 ~ 2019년 3월 29일  | |

#### 채널A 이적 후
| 연도                    | 방송사       | 제목                          | 담당      | 비고      |
| ----------------------- | ------------ | ----------------------------- | --------- | --------- |
| 2019.09.25              | 채널A        | 행복한 아침                   | 게스트    |           |
| 2019.09.28 ~ 2022.12.31 | 채널A        | 뉴스A                         | 진행      | 주말      |
| 2019.10.09              | MBC 에브리원 | 대한외국인                    | 게스트    |           |
| 2019.10.16 ~ 2019.10.30 | 채널A        | 리와인드 - 시간을 달리는 게임 | 게스트    | 14회~16회 |
| 2022.01.30              | TV조선       | 엉클                          | 특별 출연 | 16회      |
| 2023.05.06 ~ 2025.03.08 | TV조선       | TV조선 강적들                 | 진행      |           |

### 라디오
| 연도                    | 방송사        | 제목                         | 담당 | 비고 |
| ----------------------- | ------------- | ---------------------------- | ---- | ---- |
| 2006.11.06 ~ 2008.04.18 | KBS 제1라디오 | 김방희, 조수빈의 시사 플러스 | 진행 |      |
| 2008.11.17 ~ 2009.10.25 | KBS 쿨FM      | 조수빈의 상쾌한 아침         | 진행 |      |
| 2016.09.10 ~ 2018.05.27 | KBS 해피FM    | 뮤직플러스                   | 진행 |      |

## 출연 작품

### 영화
| 연도   | 제목     | 배역        | 비고     |
| ------ | -------- | ----------- | -------- |
| 2025년 | 히트맨 2 | 뉴스 Y 앵커 | 특별출연 |
| 미정   | 히트맨 3 | 뉴스 Y 앵커 | 특별출연 |
| 미정   | 히트맨 4 | 뉴스 Y 앵커 | 특별출연 |

## 수상 경력
- 2002년 월드 미스 유니버시티 한국 대회 체(體)
- 2003년 월드 미스 유니버시티 세계 대회 베스트 의상상
- 2010년 제9회 전국사회복지자원봉사자대회 보건복지부 장관 표창
- 2011년 금융위원장 표창